# Улер
Улер (нім. Uhler) — громада в Німеччині, розташована в землі Рейнланд-Пфальц. Входить до складу району Рейн-Гунсрюк. Складова частина об'єднання громад Кастеллаун.
Площа — 5,58 км2. Населення становить 352 ос. (станом на 31 грудня 2020).